# Crenichthys baileyi thermophilus
Crenichthys baileyi thermophilus és una subespècie de peix pertanyent a la família dels goodèids. Pot arribar a fer 5 cm de llargària màxima. És un peix d'aigua dolça, bentopelàgic, no migratori i de clima subtropical (26 °C-30 °C). Es troba a Nord-amèrica: els Estats Units. És inofensiu per als humans.